# Seltjarnarnesbær
Seltjarnarnesbær is een gemeente in het westen van IJsland in de regio Höfuðborgarsvæðið. Het heeft 4.461 inwoners (in 2005) en een oppervlakte van 2 km². De enige stad in de gemeente is de stad Seltjarnarnes.
Reykjavíkurborg · Kópavogsbær · Seltjarnarnesbær · Garðabær · Hafnarfjarðarkaupstaður · Álftanes · Mosfellsbær · Kjósarhreppur